# Rankings da ITF
Os rankings da ITF são as classificações das seleções nacionais da Federação Internacional de Tênis do tênis masculino e do feminino, respectivamente para a Copa Davis e a Copa Billie Jean King. Medem o sucesso de todas as nações participantes nessas competições.
O ranking da Davis foi lançado no final de 2001, enquanto o da Fed Cup (nome anterior na competição feminina) surgiu um ano depois.
As atualizações são feitas após cada rodada dos grupos mundials/Finals e usadas para definir os cabeças de chave no começo de cada ano em seus respectivos níveis.
O cálculo de ambos é semelhante, somando pontos dos últimos quatro anos, com pesos diferentes para cada período (quanto mais recente, mais pontos). Influe também a divisão/grupo em que se está (Finais, Grupo Mundial e Zonais), a rodada jogada e o ranking dos adversários enfrentados. Exclusivo no masculino, quem vence dentro de casa nos grupos mundias recebe pontos adicionais.

## Rankings atuais

### Masculino
Em 27 de novembro de 2023.
| Pos. | País           | Pontos | Confrontos |
| ---- | -------------- | ------ | ---------- |
| 1º   | Itália         | 535,63 | 19         |
| 2º   | Canadá         | 534,38 | 19         |
| 3º   | Austrália      | 516,00 | 20         |
| 4º   | Espanha        | 463,75 | 15         |
| 5º   | Sérvia         | 445,38 | 17         |
| 6º   | Croácia        | 436,00 | 17         |
| 7º   | Grã-Bretanha   | 432,50 | 15         |
| 8º   | Alemanha       | 419,00 | 16         |
| 9º   | Países Baixos  | 405,44 | 15         |
| 10º  | Chéquia        | 390,38 | 12         |
| 11º  | Estados Unidos | 385,50 | 14         |
| 12º  | Finlândia      | 373,25 | 11         |
| 13º  | França         | 364,75 | 12         |
| 14º  | Cazaquistão    | 355,25 | 13         |
| 15º  | Suécia         | 343,00 | 14         |
| 16º  | Chile          | 342,69 | 11         |
| 17º  | Bélgica        | 336,13 | 11         |
| 18º  | Coreia do Sul  | 331,38 | 11         |
| 19ª  | Argentina      | 329,25 | 11         |
| 20ª  | Colômbia       | 319,00 | 10         |
|      |                |        |            |
| 25º  | Brasil         | 303,75 | 8          |
| 26º  | Portugal       | 303,50 | 8          |

### Feminino
Em 13 de novembro de 2023.
| Pos. | País           | Pontos   | Confrontos |
| ---- | -------------- | -------- | ---------- |
| 1º   | Canadá         | 1.117,07 | 14         |
| 2º   | Austrália      | 1.093,32 | 12         |
| 3º   | Suíça          | 1072,15  | 13         |
| 4º   | Chéquia        | 1.020,32 | 12         |
| 5º   | Itália         | 985,00   | 15         |
| 6º   | França         | 980,84   | 10         |
| 7º   | Espanha        | 974,04   | 11         |
| 8º   | Estados Unidos | 881,94   | 12         |
| 9º   | Cazaquistão    | 864,57   | 12         |
| 10º  | Alemanha       | 804,52   | 10         |
| 11º  | Eslováquia     | 757,07   | 9          |
| 12º  | Roménia        | 702,27   | 8          |
| 13º  | Bélgica        | 682,50   | 10         |
| 14º  | Eslovénia      | 672,26   | 18         |
| 15º  | Grã-Bretanha   | 671,71   | 13         |
| 16º  | Brasil         | 670,78   | 14         |
| 17º  | Polónia        | 657,56   | 13         |
| 18º  | Ucrânia        | 653,93   | 12         |
| 19ª  | México         | 637,85   | 16         |
| 20ª  | Japão          | 608,85   | 16         |
|      |                |          |            |
| 50º  | Portugal       | 373,29   | 17         |

## Números 1 do mundo

### Masculino
| * | Número 1 atual - desde 20/09/2021 |
| ↑ | Classificação recorde da ITF      |

| # | País          | Início     | Fim        | Rodadas no GM como nº 1 | Total |
| - | ------------- | ---------- | ---------- | ----------------------- | ----- |
| 1 | Austrália     | 03/12/2001 | 10/02/2002 | 1                       | 1     |
| 2 | França        | 11/02/2002 | 30/11/2003 | 7                       | 7     |
|   | Austrália (2) | 01/12/2003 | 11/04/2004 | 2                       | 3     |
|   | França (2)    | 12/04/2004 | 26/09/2004 | 1                       | 8     |
| 3 | Espanha       | 27/09/2004 | 04/12/2005 | 5                       | 5     |
| 4 | Croácia       | 05/12/2005 | 03/12/2006 | 4                       | 4     |
| 5 | Rússia        | 04/12/2006 | 12/07/2009 | 10                      | 10    |
|   | Espanha (2)   | 13/07/2009 | 07/04/2013 | 16                      | 21    |
| 6 | Tchéquia      | 08/04/2013 | 29/11/2015 | 10                      | 10    |
| 7 | Reino Unido   | 30/11/2015 | 27/11/2016 | 4                       | 4     |
| 8 | Argentina     | 28/11/2016 | 26/11/2017 | 4                       | 4     |
|   | França (3)    | 27/11/2017 | 05/12/2021 | 17 ↑                    | 25 ↑  |
|   | Croácia (2)   | 06/12/2021 | presente   | 2                       | 6     |

### Feminino
| * | Número 1 atual - desde 16/11/2022 |
| ↑ | Classificação recorde da ITF      |

| # | País        | Início     | Fim        | Rodadas no GM como nº 1 | Total |
| - | ----------- | ---------- | ---------- | ----------------------- | ----- |
| 1 | Eslováquia  | 04/11/2002 | 23/11/2003 | 4                       | 4     |
| 2 | França      | 24/11/2003 | 18/09/2005 | 7                       | 7     |
| 3 | Rússia      | 19/09/2005 | 08/11/2009 | 12                      | 12    |
| 4 | Itália      | 09/11/2009 | 22/04/2012 | 9                       | 9     |
| 5 | Chéquia     | 23/04/2012 | 03/11/2013 | 4                       | 4     |
|   | Itália (2)  | 04/11/2013 | 20/04/2014 | 2                       | 11    |
|   | Chéquia (2) | 21/04/2014 | 10/11/2019 | 22 ↑                    | 26 ↑  |
|   | França (2)  | 11/11/2019 | 07/11/2021 | 8                       | 15    |
| 6 | Austrália*  | 08/11/2021 | presente   | 1                       | 1     |